# Mihelj
Mihelj je priimek več znanih Slovencev:
- Črtomir Mihelj (*1946), arhitekt, oblikovalec, prof. FA
- Darja Mihelj (*1985), pesnica
- Irena Mihelj, prevajalka (slepa)
- Jana Mihelj (*1956), kiparka
- Kristina Mihelj, dramaturginja
- Matjaž Mihelj, elektrotehnik, robotik, univ. prof.
- Mojca Mihelj Plesničar, pravnica, kriminologinja
- Sabina Mihelj, novinarka (direktorica Raziskav komuniciranja in medijev na univerzi Loughborough v Združenem kraljestvu)
- Tatjana Mihelj (*1973), pevka zabavne glasbe